# くら寿司
くら寿司株式会社（くらずし、英: Kura Sushi, Inc.）は、大阪府堺市中区に本社を置く回転寿司チェーン。東証プライム上場（証券コード2695）。

## 概要
回転寿司チェーンストアの「無添くら寿司」を展開し、47都道府県全てに店舗を持つ。「無添くら寿司」の他、近畿圏に和食レストラン「無添蔵」や「くら天然魚市場」を展開。
日本国内には、2024年（令和6年）7月現在551店舗を展開する。

### 海外進出
- 2014年（平成26年）からは亞洲藏壽司（中国語版）を設立して台湾に進出し、2025年（令和7年）5月末時点で59店舗を展開[3]、2022年（令和4年）度の売上げは160億円に上る。2020年（令和2年）9月17日には台湾のタイペイエクスチェンジに株式上場を果たした[4]。
- アメリカには2025年（令和7年）5月末時点で76店舗を展開している[3]。
- 中国本土には、2023年に上海に出店しその後は3店舗まで増やしたが、2025年に撤退を決定し順次閉店することになった[3]。

## 沿革
- 1977年05月 - 堺市で一般的な寿司店として創業。- 創業者:田中邦彦
- 1984年07月 - 「回転寿司くら」を開業。
- 1990年03月 - 株式会社くら寿司を設立。
- 1995年11月 - 株式会社くらコーポレーションを設立。
- 2001年05月 - ナスダック・ジャパンに上場。
- 2004年10月 - 東京証券取引所2部に上場。
- 2005年10月 - 東京証券取引所1部へ指定替え。
- 2008年01月 - アメリカ合衆国・ロサンゼルスに進出、ロサンゼルスの略称「LA」と掛けて「KULA」と表記。
- 2009年09月 - アメリカ合衆国1号店「アーバイン店」開店。
- 2014年12月 - 台湾1号店「松江南京店」を台北市に開店。
- 2019年05月1日 - 現商号に変更[5][6]。
- 2019年08月 - アメリカの現地法人（子会社）の「くら寿司USA」がナスダック市場に上場。ティッカーは「KRUS」[7][8]。
- 2020年09月17日 - 子会社・アジアくら寿司が台湾のタイペイエクスチェンジに上場[4]。
- 2021年07月15日 - 北海道初となるラソラ札幌店がオープンしたことによって全国制覇となる。
- 2023年3月2日より、回転レーンでの迷惑行為を防ぐ「新AIカメラシステム」を全店舗で導入した。本システムは回転寿司業界初の取り組みとなった[9]。なお同年2月に名古屋市中区の系列店において当該迷惑行為を行った客3人は、店舗側が愛知県警中署に被害届を提出した事により、同年3月8日までに威力業務妨害容疑で全員逮捕された[10][11]。
- 2023年06月15日 - 中国1号店「上海龍之夢中山公園店」を上海市に開店[12]。
- 2025年4月13日に開幕した大阪・関西万博にくら寿司大阪・関西万博店として開店。

## 特色・システム

### 店舗

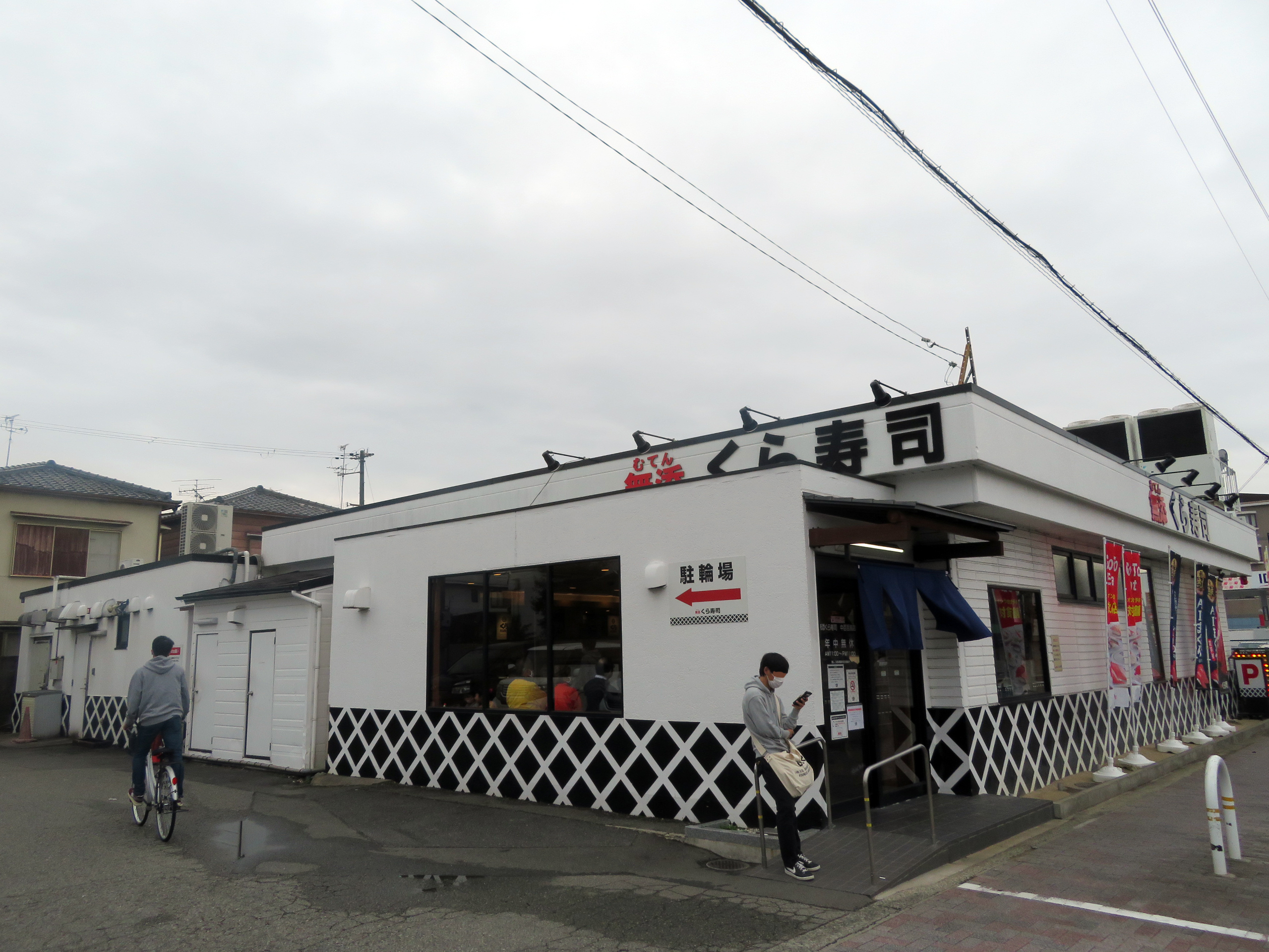
中百舌鳥店（1号店）

一皿（2貫）税込み115円のもののほか、1皿で1貫・皿2枚重ね（230円分）のものもある。鮮度くん(寿司カバー)に上部についているQRコードによる製造時間制限管理システムを導入後、1999年（平成11年）に長時間レーン上に置かれた寿司を廃棄するシステムを導入。直線型レーン、タッチパネル式注文システムを導入。客が皿を投入口（皿カウンター）に入れる事で洗い場まで自動的に回収され、同時に枚数がカウントされ精算される。2000年（平成12年）、テーブル席に5皿ごとにカプセルトイ景品が当たる抽選機「びっくらポン!」を導入する。携帯電話で順番待ちや予約が可能なEPARK システムを利用できる。2011年（平成23年）12月1日から、店舗内を飛び交うつば・ほこり・ノロウイルス・インフルエンザウイルスなどから守るために寿司を守るカバー「鮮度くん」を全店舗に導入した。全店舗に店舗支援システムがあり、本部から全店舗を見ることができ本部から運営における援助をすることができる。合計50件以上の特許がある。最近は、「追い鰹醤油らーめん」「天丼」「うな丼」の販売をしている。また、本わさびをあえて粗くすりおろすことで素材に加えて食感にもこだわっている。
寿司の100円均一価格を値上げせず維持するための方策として、らーめん・丼物・デザートなど、付加価値を取れる寿司以外のサイドメニューの充実を図っている。
レーン上の寿司は、かつては、土・日・祝日のみわさび抜きであったが、後に、終日全品わさび抜きとなる。テーブルにわさびを備え付けている。一部店舗では小袋でレーン上に流されている。
醤油皿は、基本的に置いていない。
ちなみに食品安全教育研究所代表の河岸宏和によれば、ライバル店を連想させるため、自身の店で出す「かっぱ巻」を、わざわざ「きゅうり巻」と呼んでいるとのこと。
「スマートレストラン」を2021年中に作る計画で、受付からお皿の勘定、会計まで人を介さずできる仕組みを国内全店に順次導入予定。

### 食の戦前回帰と無添へのこだわり

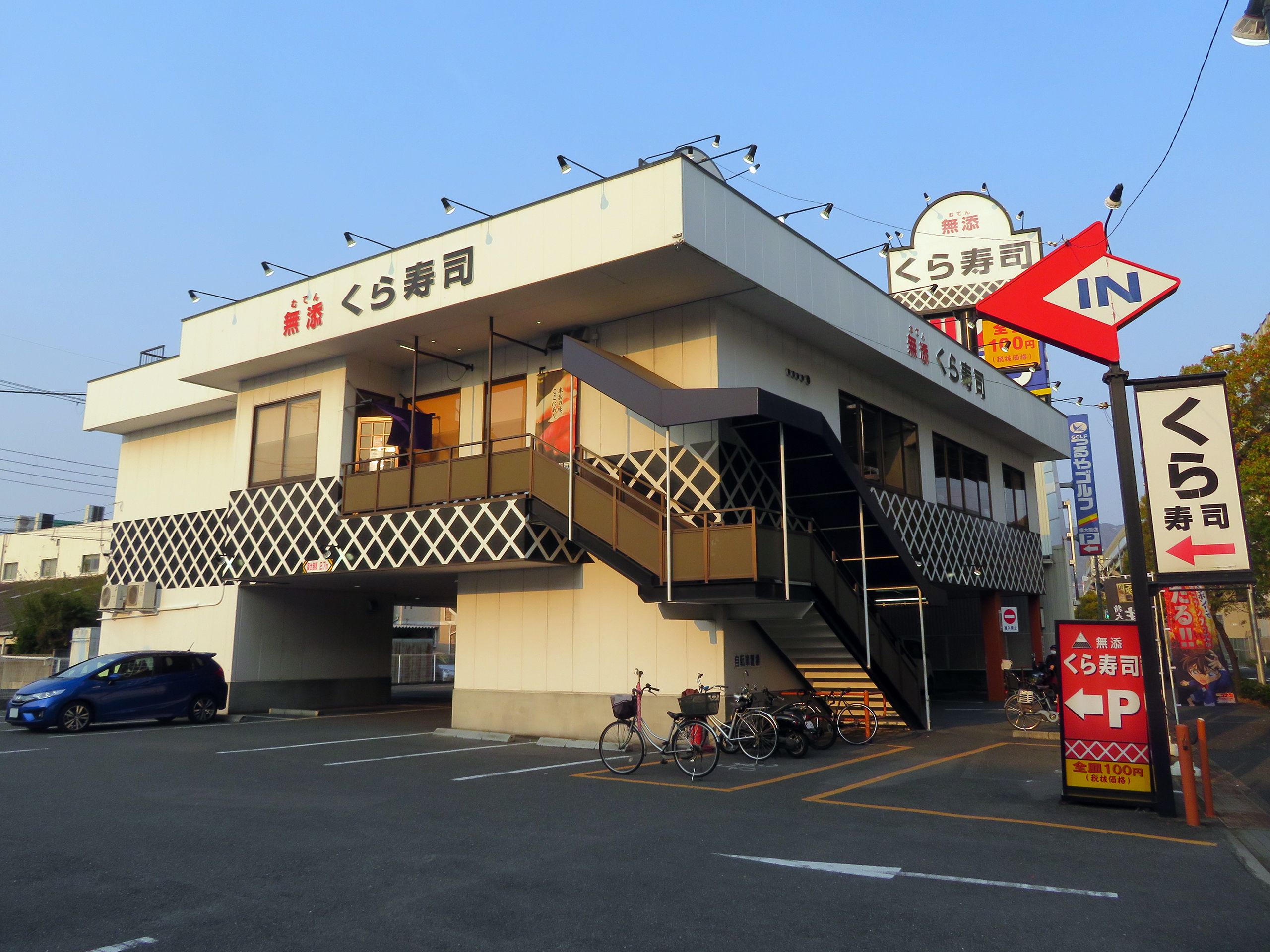
ロゴ変更前の店舗（角田店）

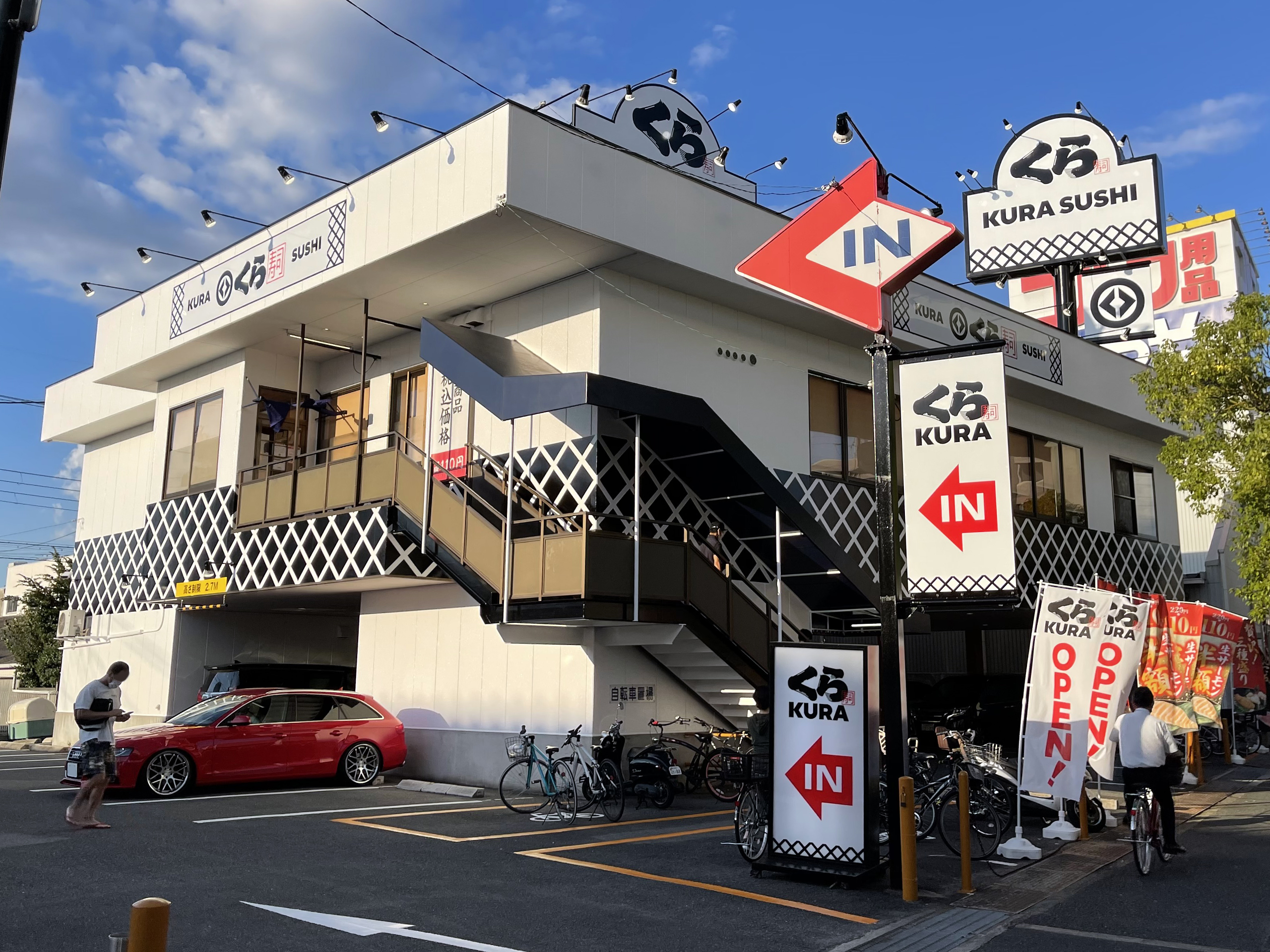
ロゴ変更後の店舗（角田店）

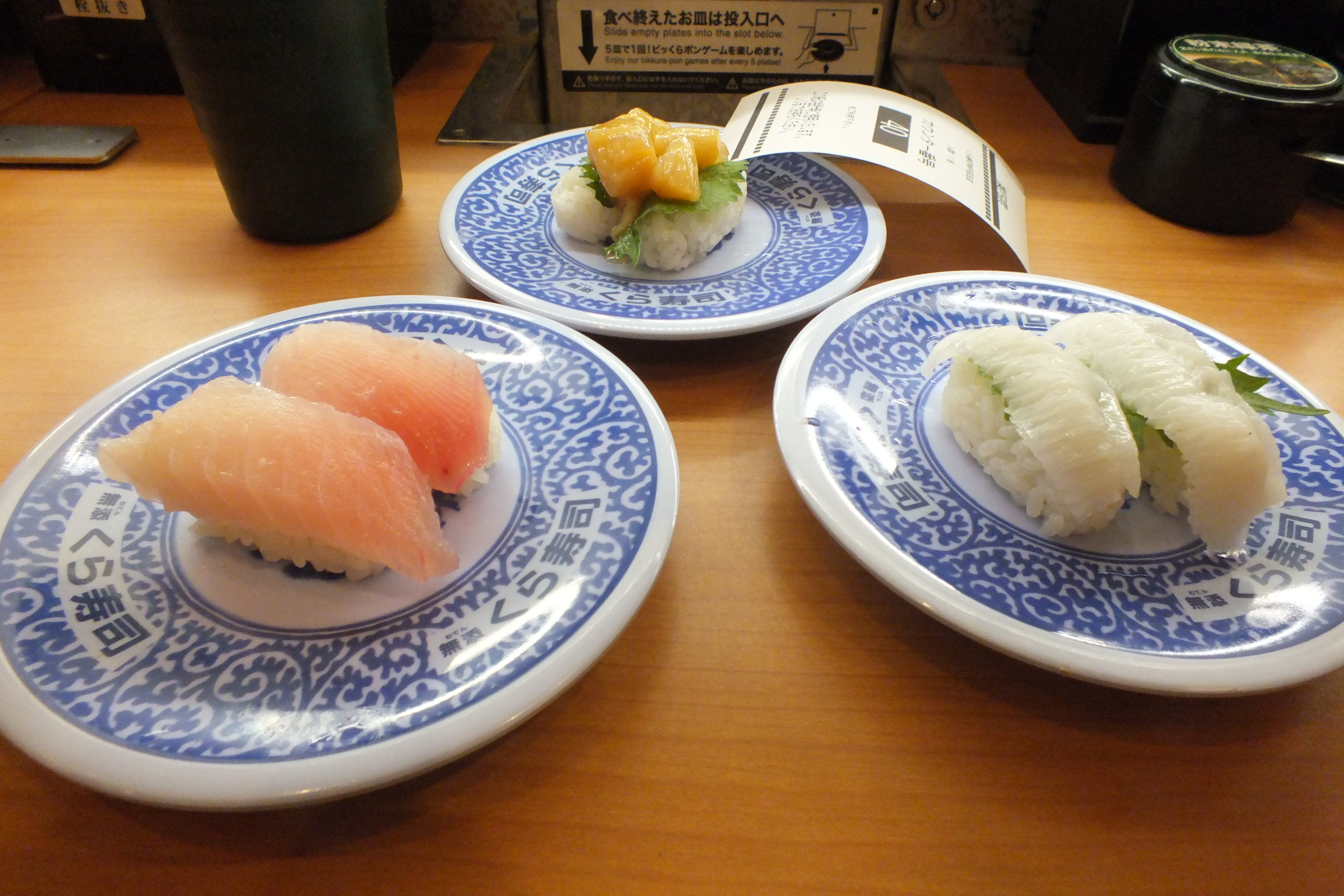
くら寿司の商品・握りずし

「食の戦前回帰」を企業理念としている。くら社では、食品添加物の大半は戦後に普及したものであり、安全性は未だ確立していないとの考えから、添加物のない戦前の食生活を取り戻すことを目指している。
これを具体化する取り組みとして「無添」にこだわることを表明している。くら社では、店名を「無添くら寿司」、PRキャラクター漫画を「回転むてん丸」とするなど、「無添」が同社の代名詞となっている。なお、「無添」はくら社の登録商標である。
「無添」とは、くら社独自の用語であり、くら社が指定した四大添加物（化学調味料・人工甘味料・合成着色料・人工保存料）を一切使用しないことを意味している。くら社は、化学調味料・人工甘味料・合成着色料・人工保存料には100種類以上の添加物が分類されるとしているが、一覧は非公表としている。また、四大添加物に分類されない添加物の使用の有無についても非公表である。なお、厚生労働省は「無添加である旨の表示については、消費者が誤認を生ずることのない表示が求められる」とコメントしている。
くら寿司は無添への取り組みによって食の安全を求める消費者に強く訴求し、業績を伸ばした。一方、「魚の切り身に人工保存料を使用することは最初から法令で禁止されており、他の回転寿司でも使用していないものだから、企業努力で排除したかのように記載すべきではない」「厚生労働省によって安全性が確認された指定添加物の化学調味料・人工甘味料・合成着色料・人工保存料を排除しつつ健康リスクがある既存添加物を使用しているようでは的外れだ」「食の安全のために必要なのは、添加物を使用しないことではなく、適正な使用量を守ることではないか」などと、無添へのこだわりを批判する専門家も存在する。
その後、2020年（令和2年）にグローバルロゴが刷新された際にロゴマーク自体からは「無添」の文字が削除された。

### 自動化
スマートフォンや店内に設置されているタブレットで予約や空席確認、テーブルの案内ができるようになったうえに、テーブルで回収された皿の枚数のカウントと注文を全て自動化し、店員を介さず会計をすることができ業務効率が上がった。また「新AIカメラシステム」により、「鮮度くん」に貼られたQRコードを識別し、寿司がどのテーブルで取られたかを監視し、皿をレーンに戻したりするなどの不正行為があった場合にはテーブルに店員が駆け付け、場合によっては警察に通報される。

## コラボレーション
- モーニング娘。 - 2010年（平成22年）にむてん娘。名義でイメージキャラクターとして起用された。また、同年10月27日にキャンペーンソング「あっぱれ回転ずし!」のCDシングルが発売。
- スプラトゥーン - 日本における第6回フェスのお題「イカvsタコ」でコラボ[28]。
- ダウンタウン - 2020年（令和2年）12月、新アンバサダーに就任。
- Ado - 2024年（令和6年）にビッくらぽん、オリジナルメニュー、くらジオ（店内で流れる）、などでコラボ。また、テーマソング「きっとコースター」が同年11月1日に配信。
- ごぶごぶラジオ - 2024年（令和6年）9月と同年10月、2025年（令和7年）4月にコラボメニューが販売。

## びっくらポン!
期間限定で下記のキャラクターとコラボしており、オリジナル関連グッズや、その場で商品が当たったりする。
- イナズマイレブン - 映画でコラボしたこともある。
- ダンボール戦機 - 映画でコラボ。また、その時のメインコラボはイナズマイレブン。
- 妖怪ウォッチ - 映画でコラボしたこともある。
- 名探偵コナン - 映画でコラボ。
- ドラゴンボール改 - 映画でコラボ。
- おねがいマイメロディ
- トミカ - 『トミカ絆合体 アースグランナー』（2020年（令和2年））はコラボしたこともある。
- リカちゃん
- きかんしゃトーマス
- クロスファイト ビーダマン - 2012年（平成24年）は単独で「びっくらポン!」を抽選実施。2013年（平成25年）の『ビーストサーガ』と合同で期間限定の「びっくらポン!」を抽選実施。
- ビーストサーガ - 2013年（平成25年）の『クロスファイト ビーダマンeS』と合同で期間限定の「びっくらポン!」を抽選実施。
- ONE PIECE
- 銀魂
- メジャーセカンド
- プリキュアシリーズ - 『映画 プリキュアオールスターズDX2 希望の光☆レインボージュエルを守れ!』と『ヒーリングっど♥プリキュア』のみ
- 仮面ライダーゼロワン
- 鬼滅の刃
- PUI PUI モルカー
- マジカパーティ
- BT21
- ちいかわ
- ポケットモンスター

## 提供番組
- 海と空と蓮と -（第103回全国高等学校野球選手権大会中継内ミニドラマ 2021年、朝日放送テレビ）

## 命名権

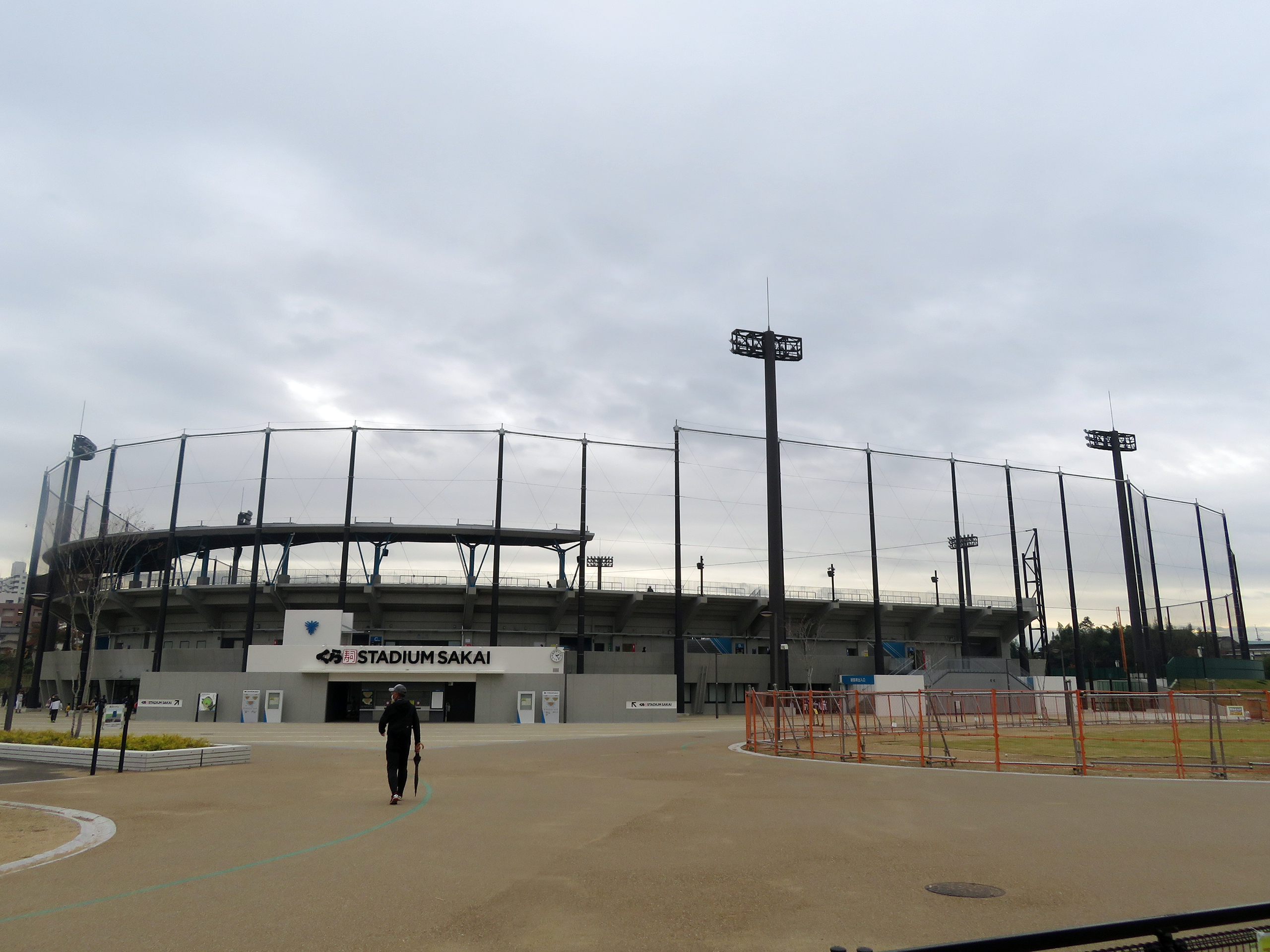
くら寿司スタジアム堺

堺市が原池公園に建設して2020年（令和2年）春にオープンした野球場について、年500万円を支払う形で命名権を取得したことが2019年（令和元年）11月に公表された。2020年（令和2年）4月より「くら寿司スタジアム堺」という愛称が使用されている。

## 訴訟

### 「回転寿司は代替ネタ」報道に対する訴訟
『週刊女性』2005年（平成17年）3月1日号に「代替ネタにご用心! 一皿100円均一? 本物ならば…ありえません!!」という記事が掲載された。これは店名を挙げずに、回転寿司のネタはマダイの代わりにティラピア・カンパチの代わりにギスなど、似た安価な魚を代用したいわゆる代替ネタ（コピー食品）が使われているのではないかと指摘するものだった。
これに対し、くら社は、「くら寿司では本物の食材を使っているのに代替ネタだと報道されたことで信用を毀損された」として、発行元の主婦と生活社を相手に300万円の損害賠償請求訴訟を提起。
2006年（平成18年）4月11日、大阪地裁は、記事は回転寿司全体を対象とした問題提起であり、くら寿司を名指しして代替ネタと批判したわけではないから信用毀損には当たらないと認定し、くら社の敗訴となった。
その後、くら社は大阪高裁へ控訴する構えを見せていたが、2006年（平成18年）9月26日、主婦と生活社側が「記事はくら寿司を対象としたものではない」と確認したことで、損害賠償請求を取り下げた。

### 内定辞退強要疑惑による訴訟
2010年（平成22年）9月1日、社訓の暗唱が遅い内定者に対して、くら社が内定辞退を強要していた疑いがあると毎日放送が報じた。報道によれば、くら社は「社員三誓」と呼ばれる社訓を定めており、例年、内定者を対象として、これを35秒以内に暗唱することを目的とする研修合宿を開催していた。しかし、「社員三誓」は分量が多く、毎日放送によれば、35秒以内の暗唱はプロのアナウンサーでも困難なものであった。そのため、暗唱速度が規定に満たずに脱落する者が相次ぎ、2010年の合宿では、結局20名以上が内定辞退に至った。
同月、元内定者は、内定辞退はくら社に強要されたものであるとして、給与の補償と精神的な慰謝料を求めてくら社を提訴した。内定辞退届には「損害賠償は一切しない」という一文が盛り込まれていたが、これはくら社の人事担当者の指示で強制的に書かされたものであると主張した。
一方、くら社および研修を請け負ったアイウィル社は、毎日40分から60分間練習すれば1か月から1か月半で「社員三誓」の35秒以内の暗唱は可能であるとし、内定辞退は本人の意思によるものだと反論した。
裁判は翌年7月に和解となった（和解の内容は非公表）。
なお、くら社は、この事件に関して社名を出して報道することは「報道の横暴」である旨の抗議文をウェブサイト上に掲載し、報道機関各社に対する法的措置を検討することを表明した。

### 「イカサマ」書き込みに対する情報開示請求訴訟
2016年（平成28年）3月、インターネット上の匿名掲示板に、「ここは無添くらなどと標榜するが、何が無添なのか書かれていない。イカサマくさい」との書き込みがなされた。これに対し、くら社のIR担当者が掲示板上に現れ、「くら寿司では四大添加物（化学調味料・人工甘味料・合成着色料・人工保存料）を排除しております」「ご不明な点は実名で当社IR担当までお問合せいただけますよう」などと反論。しかし、書き込みを行った人物は納得せず、化学調味料・人工甘味料・合成着色料・人工保存料はくら社独自の分類であり、具体的に何が含まれているのか公表していないことを指摘した。IR担当者は「百種類以上ある不使用添加物を列記するというのは現実的でないため、四大添加物と総称で記載させていただいております」と一蹴し、法的手続きの準備に入ったことを報告した。
くら社は、インターネットプロバイダであるソニーネットワークコミュニケーションズに対し、書き込みを行った人物の氏名や住所などの個人情報を開示するように要求し、訴訟を提起した。
2017年（平成29年）4月12日、東京地裁にてくら社敗訴の判決がなされた。判決では、書き込みはくら社の無添表記に対する問題提起であって公益性がある点、使用添加物・不使用添加物に関する情報をくら社は公開しておらず書き込み内容は真実である点が認定され、違法性はないと結論付けられた。これに対して、くら社は「公益性があるという発言を裁判官がしたのはにわかに信じがたい」と判決を批判する文書をウェブサイト上に掲示した。

### アルバイトによる不衛生行為に対する訴訟
2019年（平成31年）2月4日、くら寿司の店員が、食材の魚をゴミ箱に捨てた後、それを拾い上げてまな板に戻すという不衛生な行為を冗談半分で行う動画がInstagramへ投稿された。この動画はインターネット上で広く拡散した（バカスタグラム）。
これを受け、6日、くら社は、動画は大阪府守口市の「くら寿司」店舗のアルバイト店員が撮影したものであることを認め、ウェブサイト上で謝罪した。また、監視カメラの映像を確認したところ、アルバイト店員は、撮影を終えた後に魚を再び破棄し、念のためにまな板を消毒までしており、客に対する被害は一切なかったと説明した（なお、監視カメラの映像は公開していない）。
くら社は、8日付けで当該店員との雇用契約を終了し、退職処分とした。さらに、店員の不適切な行為によって損害を被ったとして、刑事および民事の双方で店員に対する法的処置の準備に入ったことを発表した。このような対応に至った理由は、店の信用回復と同様の事件の再発防止につなげ、抑止力とする為としている。

## テレビ番組
- 日経スペシャル カンブリア宮殿 「安さと品質は両立する！」（2007年7月23日、テレビ東京）- 出演：くらコーポレーション社長 田中邦彦[46]。
- MUSIC:S キッチン百景 回転寿司　（BSフジ182ch、不定期放送） 音楽と寿司が提供されるレーンの映像が流れる。
- 芸能人格付けチェック - 2023年1月1日・2024年1月7日(延期後)の放送回に寿司(正解側は鮨おわな、鮨由う)の不正解側で登場(絶対アカン側は違う魚)。